# J.R. Ackerley
J. R. Ackerley, właściwie Joe Ackerley (ur. 4 listopada 1896 r. w Londynie, zm. 4 czerwca 1967 r. tamże) – brytyjski dziennikarz i pisarz.

## Życiorys
Wykształcony w prywatnych szkołach, gdzie – jak sam wspominał – odkrył "pociąg do innych chłopców". Był dzieckiem delikatnej urody, z tego powodu w szkole nazywano go "girlie" (z ang. girl – dziewczyna).
Po wybuchu I wojny światowej zgłasza się na ochotnika do wojska i natychmiast dostaje stopień podporucznika. W 1915 roku walczył we Francji, następnie był ranny w bitwie pod Sommą. Tuż po wyjściu ze szpitala ponownie na ochotnika udaje się na front. Był jeszcze dwukrotnie ranny, przeżył niemiecką niewolę, do Anglii wrócił dopiero po zakończeniu wojny.
W 1928 roku zaczął pracować w BBC, z którą – z kilkoma przerwami – był związany do roku 1959. Dał się poznać jako odkrywca talentów – promował wśród słuchaczy m.in. Philipa Larkina, Christophera Isherwooda czy Stephena Spendera.
W roku 1929 umiera ojciec Acherleya. Ten – już jako pisarz, opisał swoje stosunki z rodzicielem w Mój ojciec i ja, gdzie natrafiamy na obraz ich zatargów spowodowanych homoseksualizmem syna i despotyzmem ojca.
W późniejszym życiu Ackerley popadł w alkoholizm, miewał ataki depresji i kłopoty finansowe. Jego książki były fikcją tylko z pozoru – w istocie artysta opisywał w nich siebie samego; jego bohaterowie przechodzili wszystko to, co Ackerley doświadczał w swoim życiu.
Homoseksualizm Ackerleya nie był dla nikogo tajemnicą, także dla jego radiowych słuchaczy. Po śmierci rodziców, gdy już nie musiał się ukrywać ze swoją orientacją, jawnie uczestniczył w kołach literackich, które tak naprawdę były miejscem spotkań gejów, wypowiadał się publicznie przeciw homofobii, potępiał szykanowanie homoseksualistów przez wciąż purytańskie brytyjskie społeczeństwo. Choć, jak twierdził, nigdy nie znalazł "idealnego przyjaciela", miał szereg dłuższych związków z innymi mężczyznami.
Zmarł w wieku siedemdziesięciu lat w rodzimym Londynie.

## Dzieła
- The Prisoners of War, 1925, dramat
- Hindoo Holiday, 1932, non-fiction
- My Dog Tulip, 1956, non-fiction
- We Think the World of You, 1960, proza
- My Father and Myself, 1968, non-fiction